# Rhododendron bagobonum
Rhododendron bagobonum är en ljungväxtart som beskrevs av H. F. Copeland. Rhododendron bagobonum ingår i släktet rododendron, och familjen ljungväxter. Inga underarter finns listade i Catalogue of Life.